# ヒュー・ロフティング
ヒュー・ジョン・ロフティング（Hugh John Lofting, 1886年1月14日 - 1947年9月26日）は、20世紀前半にアメリカ合衆国（米国）で活動したイギリス出身の児童文学及び絵本作家。

## 来歴
1886年、イングランド南東部のバークシャーに属するメイデンヘッドで時計職人を営むジョン・ブライアン・ロフティングの6人の子供の1人として生まれた。定説では父のジョン・ブライアンはイングランド人、母のエリザベス・アグネス（旧姓・ギャノン）はアイルランド人とされる。
登山と釣りを終生の趣味とする。少年時代から動物や昆虫が好きで、母親がリネンを収納する戸棚に小動物を飼って「ミニ動物園」を作ったりしていた。8歳から18歳まで、ダービーシャーに在るイエズス会系のマウント・セント・メアリーズ校で寄宿生活を送る。
幼少期より世界各地を渡航したいと思っていたことから土木技師を志し、1904年に渡米してマサチューセッツ工科大学（MIT）へ入学する。1905年にMITを中退してイギリスへ帰国し、ロンドン・ポリテクニック（現ウエストミンスター大学）への編入を経て1907年に同校を卒業した。米国やカナダで鉱山の測量に、キューバやイギリスの保護領であった西アフリカのナイジェリアで鉄道建設に従事したが、その生活は楽しいものではなかったらしく後に「その一瞬一瞬、全てを嫌悪していた」と振り返っている。
1912年に米国人のフローラ・スモールと結婚してニューヨークへ移り住み、新聞や雑誌に短編小説やコラムを投稿する傍らイギリス情報省の駐在員を務めた。
長女・エリザベスと長男・コリンが生まれた後、1916年にイギリス陸軍・アイリッシュガーズ連隊の志願兵となり、第一次世界大戦で西部戦線に赴くが、この際に負傷した軍用馬が治療も受けられないまま銃殺される光景に心を痛め、2人の子供に宛てた手紙に自身が創作した動物の言葉が話せる医師、ジョン・ドリトル先生の物語を書き綴る。この物語の主人公である医学博士、ジョン・ドリトル先生の肥満体で鼻が丸いキャラクター造形はコリンがモデルになっているとされ、父の作った話がすっかり気に入ったコリンは「ドリトル先生」を自称するようになった。
ロフティングは1917年に戦地で負傷してアイルランドへ送還されるが、1919年に勃発したアイルランド独立戦争の戦火を逃れるために再び米国への移住を決意する。この際、大西洋を横断する米国行きの船内でロフティングと知り合った小説家・ジャーナリストのセシル・ロバーツはロフティングが毎日、午後6時になると必ず船室へ戻ることに気付き、理由を尋ねたところロフティングは「ドリトル先生に会いに行く」と返答した。そこで、ロバーツが次に「ドリトル先生」とは誰かを尋ねるとコリンを紹介され、併せて『ドリトル先生』シリーズの原型となる物語の原稿と挿絵を見せられる。この物語に感銘を受けたロバーツはロフティングにこの物語を出版するように勧め、F・A・ストークス社より1920年に処女作『ドリトル先生アフリカゆき』が刊行された。コネチカット州へ転居したロフティングは児童文学作家として本格的に活動を開始し、1923年にシリーズ第2作『ドリトル先生航海記』でニューベリー賞を受賞する。
1927年、妻のフローラが死去。翌1928年にはキャサリン・ハロワーと再婚するが、キャサリンはインフルエンザに感染し再婚から1年を経ずに世を去ってしまう。私生活で相次いで不幸に見舞われたことが執筆活動にも影を落とし、また『ドリトル先生』シリーズは依然として高い人気を維持していたがロフティング自身はマンネリ化を感じ、1929年刊の第8巻『ドリトル先生月へゆく』でドリトル先生を月世界へ置き去りにしたまま完結を図ろうとする。しかし、多くの読者はこの幕引きに納得せず、シリーズの再開を求める要望が殺到したので結局、ロフティングは1932年の番外編『ガブガブの本』を挟んで1933年刊の第9巻『ドリトル先生月から帰る』で正式にシリーズを再開した。
1935年、ドイツ系カナダ人のジョセフィン・フリッカーと再婚し、ロサンゼルスへ転居。1936年に次男・クリストファーが生まれる。第二次世界大戦の開戦に前後して第10巻『ドリトル先生と秘密の湖』の執筆に着手するが、体調を崩し1945年からの2年間は病に伏せる状態が続いた。
1947年、カリフォルニア州・サンタモニカ近郊のトパンガで死去。61歳。遺体は旧居の在ったコネチカット州キリングワースのエバーグリーン墓地に埋葬された。没後、ジョセフィンが妹のオルガ・フリッカーと共同で遺稿を整理し、1950年から1952年にかけて第11巻『ドリトル先生と緑のカナリア』と最終巻となる短編集『ドリトル先生の楽しい家』の2作が刊行されている。
なお、ロフティングは米国の永住権を取得した後も生涯にわたりイギリス国籍を保持し続けたが、母国のイギリスでは「ロフティングは米国の作家」とのイメージが強く、代表作の『ドリトル先生』シリーズも過去の作品として扱われている。故郷のメイデンヘッドでも記念館や記念碑のようなロフティングの功績を顕彰するものは特に存在せず、メイデンヘッド図書館で出生証明書の現物や若干の資料を1冊のファイルで保管するのみに留まっている。

## 著作
大半の著書で挿画もロフティング自身が手掛けている。米英で刊行年が異なる場合、もしくは米英どちらか一方でしか刊行されていないタイトルに関しては先に刊行された側の刊行年を挙げる。

### ドリトル先生シリーズ
詳細はドリトル先生シリーズを参照。
- ドリトル先生アフリカゆき（The Story of Doctor Dolittle、1920年刊）
- ドリトル先生航海記（The Voyages of Doctor Dolittle、1922年刊）
- ドリトル先生の郵便局（Doctor Dolittle's Post Office、1923年刊）
- ドリトル先生のサーカス（Doctor Dolittle's Circus、1924年刊）
- ドリトル先生の動物園（Doctor Dolittle's Zoo、1925年刊）
- ドリトル先生のキャラバン（Doctor Dolittle's Caravan、1926年刊）
- ドリトル先生と月からの使い（Doctor Dolittle's Garden、1927年刊）
- ドリトル先生月へゆく（Doctor Dolittle in the Moon、1928年刊）
- ガブガブの本 : 『ドリトル先生』番外篇（Gub-Gub's Book, An Encyclopaedia of Food、1932年刊）
- ドリトル先生月から帰る（Doctor Dolittle's Return、1933年刊）
- ドリトル先生のバースデー・ブック（Doctor Dolittle's Birthday Book、1936年刊）
- ドリトル先生と秘密の湖（Doctor Dolittle and the Secret Lake、1948年刊）
- ドリトル先生と緑のカナリア（Doctor Dolittle and the Green Canary、1950年刊、遺稿を整理し刊行）
- ドリトル先生の楽しい家（Doctor Dolittle's Puddleby Adventures、1953年刊、遺稿を整理し刊行）

### その他の作品
- タブスおばあさんシリーズ - 絵本。
  - タブスおばあさんと三匹のおはなし（The Story of Mrs Tubbs, 1923年刊）
  - トミーとティリーとタブスおばあさん（Tommy, Tilly, and Mrs. Tubbs, 1936年刊）
- ささやき貝の秘密（The Twilight of Magic, 1931年刊）

本作はロフティングでなくロイス・レンスキーが挿画を担当している。

#### 日本語訳未刊の作品
以下の作品は日本語訳が刊行されていない。
- おかゆの詩（Porridge Poetry, 1924年刊）

おかゆ詩人（Porridge poet）が食べ物に関する38編の詩を詠み上げるという設定の絵本。ロフティングは本書において単なる「著者」ではなく"cooked, ornamented, and served up by Hugh Lofting"、つまり「調理、盛り付け、配膳」を担当した、とクレジットされている。原書では一部のイラストが単色刷りとなっているが、米国では2005年に原書の単色刷りページにも新規に着色を施してオールカラーにした新装版としてフォトグラフィックス・パブリッシングより復刊され、次男のクリストファーが解説を執筆している。
Hugh Lofting; Christopher Lofting (Joint Author), "Porridge Poetry" (Photographics Publishing)
May 1, 2005 ISBN 0-9643844-8-5
- 騒々しいノーラ（Noisy Nora, 1929年刊）

主人公の少女、ノーラが食事の際に食器同士をぶつけたりスープをズルズルと音を立て飲むなどのテーブルマナーに反する行動を散文体で描写したしつけ絵本。ローズマリー・ウェルズが1973年に刊行した同名の絵本（Noisy Nora、日本語版『いたずらノラ』）とは無関係。
- 滅亡に至る勝利（Victory for the Slain, 1942年刊）

第二次世界大戦の勃発に際し、第一次世界大戦で西部戦線に従軍した経験を基に戦争の無益さを訴える詩。真珠湾攻撃を受けて日本と交戦状態に突入した米国では刊行が見送られ、イギリスでのみ刊行された。

## 評伝
日本で書籍として刊行された評伝は存在しないが、英米では以下の評伝が刊行されている。
- Hugh Lofting, Geoffrey Trease and J.M.Barrie（Three Bodley Head Monographs）

The Bodley Head(London, UK), Oct. 1968 ISBN 0-370-00882-0
ロフティング他2名の評伝。ロフティングの章はエドワード・ブリッシェンが執筆を担当。
- Hugh Lofting（Twayne's English Authors Series）

Twayne Publishers(MI, US), Sep. 1992 ISBN 0-8057-7023-2
ゲイリー・シュミット著。